# Hallutaš-Inšušinak
Hallutaš-Inšušinak (Hallutasch-Inschuschinak) war ein elamitischer König, der irgendwann in der Zeit von 647 v. Chr. bis 539 v. Chr. regierte.
Es wurde lange Zeit davon ausgegangen, dass Elam nach der Plünderung von Susa durch die Assyrer im Jahr 647 v. Chr. eine assyrische Provinz und dann eine Provinz des Neubabylonischen Reichen wurde, und für immer seine Eigenständigkeit verlor. Neue Textfunde zeigten jedoch, dass in diesem Zeitraum, vor der Ankunft der Perser, einige Herrscher zu datieren sind, die in Elam eigenständig regierten. Sie sind als Erbauer von Tempeln genannt oder führten sogar eigene Feldzüge.
Hallutaš-Inšušinak ist einer dieser Herrscher. Er ist von einer Serie von Ziegeln bekannt, auf denen er den Wiederaufbau des Tempels des Inšušinak vermerkt. Ein glasiertes Objekt trägt auch seinen Namen. Dort bezeichnet er sich als Sohn des Huban-tahra und als Vergrößerer des Königreiches von Anschan und Susa.